# Sky Fly
De Sky Fly is een attractietype dat te vinden is in attractieparken. Sky Fly is een product van de Duitse fabrikant Gerstlauer. De attractie bestaat uit een aantal zitplaatsen met vleugels. De zitplaatsen zijn bevestigd aan een stalen arm. De arm tilt de zitplaatsen op en laat ze in de lucht ronddraaien, vergelĳkbaar met een draaimolen. Passagiers kunnen de vleugels aan de zitplaatsen besturen door middel van hendels. Als passagiers dit op de juiste wijze doen, dan maakt de zitplaats een inversie. De omvang van de inversie wordt bepaald door de passagier zelf als de vleugels niet door andere passagiers bestuurd worden. Een variant op de Sky Fly is de Air Loop. Hierbij worden de zitplaatsen met vleugels gecombineerd met een omgekeerde achtbaan.